# Tanaecia odilina
Tanaecia odilina är en fjärilsart som beskrevs av Hans Fruhstorfer 1913. Tanaecia odilina ingår i släktet Tanaecia och familjen praktfjärilar. Inga underarter finns listade i Catalogue of Life.